# Pihuamo (kommun)
Pihuamo är en kommun i Mexiko.   Den ligger i delstaten Jalisco, i den södra delen av landet, 400 km väster om huvudstaden Mexico City. Antalet invånare är 12 119. Arean är 1 008 kvadratkilometer.
Terrängen i Pihuamo är bergig åt sydost, men åt nordväst är den kuperad.
Följande samhällen finns i Pihuamo:
- Pihuamo
- El Pozo Santo
- Las Naranjas
- Huizaches
- El Quemado
- Puente de Fátima
- El Agostadero